# Karl-Heinz Wiesemann
Karl-Heinz Wiesemann (Herford, 1 augustus 1960) is een Duits geestelijke en bisschop van de Rooms-Katholieke Kerk.
Na zijn priesterwijding in 1985 was Weisemann werkzaam in parochies in Geseke, Menden en Brilon. Op 4 juli 2002 benoemde de paus hem tot hulpbisschop van Paderborn, wartoe hij op 8 december 2002 werd gewijd.
Op 2 maart 2008 werd Weisemann geïnstalleerd als bisschop van Speyer (Spiers).
Hij is een voorstander van het zegenen van homoseksuele paren en de relaties van hertrouwde katholieken.